# Littleton (Carolina del Nord)
Littleton è un comune degli Stati Uniti d'America, situato in Carolina del Nord, nella contea di Halifax.